# テムル・ブカ (鎮西武靖王)
テムル・ブカ（モンゴル語: Temür Buqa、中国語: 鉄木児不花、生没年不詳）は、モンゴル帝国の第5代皇帝クビライ・カアンの庶子のアウルクチの息子で、モンゴル帝国の皇族。『元史』などの漢文史料では鉄木児不花(tiĕmùér bùhuā)、『集史』などのペルシア語史料ではتیمور بوقا (tīmūr būqā) と記される。

## 概要
『元史』・『集史』ともに西平王アウルクチの長男であったと記す。なお、『集史』は「彼（アウルクチ）の死後、チベット地方をこのテムル・ブカに与えた……」と記されるが、『元史』では父のアウルクチ存命中から「鎮西武靖王」として独自に活動していたことが確認される。
テムル・ブカが史料上に現れるのは至元23年（1286年）からのことで、それまで亦奚不薛に駐屯していたが、食料を西川から輸送するのに不便であったため、駐屯地を重慶に移したと記録されている。また、チベット語史料では至元28年（1291年）にサキャ派のアクレンがディクン派の乱を鎮圧するに当たって「セチェン（＝クビライ）の息子のテムル」が協力したと記されるが、この「テムル」はテムル・ブカを指すと見られる。また、「ディクン派の乱」鎮圧後にパクモドゥパの万戸長となったションヌゥユンテンは「テムル・ブカの軍に従い、小侍従たらんとした」と記されており、テムル・ブカは武力でもって中央チベットの諸勢力を従えたようである。
至元31年（1294年）、クビライが崩御すると次代のカアンを決定する上都クリルタイに弟のイジル・ブカとともに出席したことが『集史』「テムル・カアン紀」に記されている。大徳元年（1297年）、父のアウルクチの「西平王」位とは異なる「鎮西武靖王」位が与えられた。
テムル・ブカの事蹟について、『元史』などの漢文史料は元貞2年（1296年）にチベット（吐蕃）で起こった叛乱を鎮圧したことなどしか記されていないが、チベット語年代記にはサキャ派に帰依し、これを庇護したことなどが記録されている。

## アウルクチ西平王家
- セチェン・カアン（世祖クビライ）
  - 西平王アウルクチ（A'uruγči ＞奥魯赤/àolŭchì,اوغروقچى/ūghrūqchī）
    - 鎮西武靖王テムル・ブカ（Temür Buqa ＞鉄木児不花/tiĕmùér bùhuā,تیمور بوقا/tīmūr būqā）
      - 雲南王ラオディ（Laodi ＞老的/lǎode）
      - 鎮西武靖王チョスバル（Čosbal ＞搠思班/shuòsībān,شاسگبه/shāsgba）
        - キバ大王（Kiba ＞乞八/qǐbā）
        - イリンジバル大王（Irinjibar ＞亦只班/yìzhǐbān）

    - 西平王バディマディガ（Badimadiga/Iǰil Buqa ＞八的麻的加/bādemádejiā,ایجىل بوقا/yījīl būqā）